# Zimowy Olimpijski Festiwal Młodzieży Europy 2005
VII Zimowy Olimpijski Festiwal Młodzieży Europy 2005 – siódma zimowa edycja olimpijskiego festiwalu młodzieży Europy, odbywająca się w dniach 24–28 stycznia 2005 r. w szwajcarskiej miejscowości Monthey. 

## Konkurencje
- biathlon (wyniki)
- biegi narciarskie (wyniki)
- curling (wyniki)
- hokej na lodzie (wyniki)
- łyżwiarstwo figurowe (wyniki)
- narciarstwo alpejskie (wyniki)
- Short track (wyniki)
- snowboarding (wyniki)

## Wyniki

### Biathlon
| Konkurencja                          | Złoto                                                                               | Srebro                                                                            | Brąz                                                                            |
| ------------------------------------ | ----------------------------------------------------------------------------------- | --------------------------------------------------------------------------------- | ------------------------------------------------------------------------------- |
| sprint (6 km) dziewcząt              | Julie Bonnevie-Svendsen                                                             | Jelena Kozak                                                                      | Ołena Pidhruszna                                                                |
| bieg indywidualny (7,5 km) dziewcząt | Julie Bonnevie-Svendsen                                                             | Anaïs Bescond                                                                     | Jelena Kozak                                                                    |
| sprint (7,5 km) chłopców             | Anton Szypulin                                                                      | Dominik Landertinger                                                              | Matej Brvar                                                                     |
| bieg indywidualny (10 km) chłopców   | Anton Szypulin                                                                      | Matej Brvar                                                                       | Dominik Landertinger                                                            |
| sztafeta mieszana                    | Norwegia Silje Hilmarsen · Julie Bonnevie-Svendsen · Anders Hennum · Arild Askestad | Austria Iris Waldhuber · Elisabeth Mayer · Sven Grossegger · Dominik Landertinger | Ukraina Anna Olchowyk · Ołena Pidhruszna · Wytałyj Kożuszko · Wytałyj Mohylenko |

### Biegi narciarskie
| Konkurencja                       | Złoto                                                                  | Srebro                                                                       | Brąz                                                                                |
| --------------------------------- | ---------------------------------------------------------------------- | ---------------------------------------------------------------------------- | ----------------------------------------------------------------------------------- |
| 5 km stylem klasycznym dziewcząt  | Diana Sapronowa                                                        | Eliška Hájková                                                               | Anne Kyllönen                                                                       |
| 7,5 stylem dowolnym dziewcząt     | Denise Herrmann                                                        | Diana Sapronowa                                                              | Claudia Straube                                                                     |
| Sprint dziewcząt                  | Swietłana Owczynnikowa                                                 | Claudia Straube                                                              | Anne Kyllönen                                                                       |
| 7,5 km stylem klasycznym chłopców | Lari Lehtonen                                                          | Martti Jylhä                                                                 | Andriej Feller                                                                      |
| 10 km stylem dowolnym chłopców    | Ondřej Horyna                                                          | Lari Lehtonen                                                                | Leanid Karnijenka                                                                   |
| Sprint chłopców                   | Martti Jylhä                                                           | Alex Vanzetta                                                                | Rolf Figi                                                                           |
| sztafeta mieszana                 | Czechy Jan Rykr · Eliška Hájková · Ondřej Horyna · Lenka Munclingerová | Rosja Andriej Feller · Łarisa Szajdurowa · Ilja Trietiakow · Diana Sapronowa | Słowacja Otcenas Otčenáš · Katarína Garajová · František Janečko · Barbara Blasková |

### Curling
| Złoto      | Srebro          | Brąz       |                 |
| ---------- | --------------- | ---------- | --------------- |
| chłopcy    | Wielka Brytania | Szwajcaria | Niemcy          |
| dziewczęta | Szwajcaria      | Dania      | Wielka Brytania |

### Hokej na lodzie
| Złoto  | Srebro     | Brąz  |
| ------ | ---------- | ----- |
| Czechy | Szwajcaria | Rosja |

### Łyżwiarstwo figurowe
| Konkurencja | Złoto              | Srebro              | Brąz             |
| ----------- | ------------------ | ------------------- | ---------------- |
| soliści     | Adrian Schultheiss | Kim Lucine          | Nikita Michajłow |
| solistki    | Angielina Turenko  | Nicole Della Monica | Kateryna Projda  |

### Narciarstwo alpejskie
| Konkurencja             | Złoto             | Srebro            | Brąz           |
| ----------------------- | ----------------- | ----------------- | -------------- |
| slalom dziewcząt        | Laura Gruber      | Camilla Borsotti  | Anna Fenninger |
| slalom gigant dziewcząt | Eva-Maria Brem    | Camilla Borsotti  | Aude Aguilaniu |
| supergigant dziewcząt   | Camilla Borsotti  | Eva-Maria Brem    | Anna Fenninger |
| slalom chłopców         | Bernhard Graf     | Matic Skube       | Lukas Karlen   |
| slalom gigant chłopców  | Niko Hermanen     | Hagen Patscheider | Matic Skube    |
| supergigant chłopców    | John Reidar Steen | Yoan Jaquet       | Mauro Caviezel |

### Short track
| Konkurencja        | Złoto                                                           | Srebro                                                      | Brąz                                                         |
| ------------------ | --------------------------------------------------------------- | ----------------------------------------------------------- | ------------------------------------------------------------ |
| 500 m dziewcząt    | Patrycja Maliszewska                                            | Bernadett Heidum                                            | Julia Riedel                                                 |
| 1000 m dziewcząt   | Rózsa Darázs                                                    | Julia Riedel                                                | Elena Pribysh                                                |
| 1500 m dziewcząt   | Rózsa Darázs                                                    | Bernadett Heidum                                            | Julia Riedel                                                 |
| Sztafeta dziewcząt | Węgry Rózsa Darázs · Zsofia Debreceni · Bernadett Heidum        | Włochy Brigitte Marcoz · Cecilia Rainolter · Chiara Ferrari | Niemcy Julia Riedel · Katja Prahl · Juliane Sandeck          |
| 500 m chłopców     | Marco Bertoldi                                                  | Xavier Charpentier                                          | Maxime Châtaignier                                           |
| 1000 m chłopców    | Maxime Châtaignier                                              | Robert Seifert                                              | Gábor Galambos                                               |
| 1500 m chłopców    | Gábor Galambos                                                  | Jewgienij Kozulin                                           | Maxime Châtaignier                                           |
| Sztafeta chłopców  | Francja Xavier Charpentier · Maxime Châtaignier · Jérémy Masson | Niemcy Hannes Kröger · Robert Seifert · Torsten Kröger      | Holandia Freek van der Wart · Jorrit Oosten · Mike Westerman |

### Snowboarding
| Konkurencja              | Złoto            | Srebro              | Brąz           |
| ------------------------ | ---------------- | ------------------- | -------------- |
| Snowboardcross dziewcząt | Océane Pozzo     | Sina Candrian       | Pia Meusburger |
| Halfpipe dziewcząt       | Sophie Rodriguez | Sina Candrian       | Simona Meiler  |
| Snowboardcross chłopców  | Matthias Schöpf  | Andreas Hacksteiner | Tony Ramoin    |
| Halfpipe chłopców        | Peetu Piiroinen  | Stian Aannestad     | Tore Holvik    |

## Klasyfikacja medalowa
| L.p. | Państwo         |   |   |   | Razem |
| ---- | --------------- | - | - | - | ----- |
| 1.   | Rosja           | 5 | 4 | 4 | 13    |
| 2.   | Francja         | 4 | 3 | 4 | 11    |
| 3.   | Finlandia       | 4 | 2 | 2 | 8     |
| 4.   | Węgry           | 4 | 2 | 2 | 8     |
| 5.   | Norwegia        | 4 | 2 | 1 | 7     |
| 6.   | Austria         | 3 | 4 | 4 | 11    |
| 7.   | Czechy          | 3 | 1 | 0 | 4     |
| 8.   | Włochy          | 2 | 6 | 0 | 8     |
| 9.   | Niemcy          | 2 | 4 | 5 | 11    |
| 10.  | Szwajcaria      | 1 | 5 | 0 | 6     |
| 11.  | Wielka Brytania | 1 | 0 | 1 | 2     |
| 12.  | Polska          | 1 | 0 | 0 | 1     |
| 12.  | Szwecja         | 1 | 0 | 0 | 1     |
| 14.  | Słowenia        | 0 | 2 | 2 | 4     |
| 15.  | Dania           | 0 | 1 | 0 | 1     |
| 16.  | Ukraina         | 0 | 0 | 3 | 3     |
| 17.  | Białoruś        | 0 | 0 | 1 | 1     |
| 17.  | Holandia        | 0 | 0 | 1 | 1     |
| 17.  | Izrael          | 0 | 0 | 1 | 1     |
| 17.  | Słowacja        | 0 | 0 | 1 | 1     |